# Erik de Laval
Erik de Laval (født 28. april 1888 i Stockholm, død 9. november 1973 i Lidingö) var en svensk officer, moderne femkæmper og fægter, som deltog i to olympiske lege i begyndelsen af 1900-tallet. Han var lillebror til Georg de Laval og Patrik de Laval, der begge også var moderne femkæmpere.

## Idrætskarriere
Laval deltog var skadet, da den første svenske udtagelseskonkurrence til OL blev afholdt i november 1911, men han vandt den anden i april 1912 og blev nummer tre i den tredje i maj samme år.
Han blev derefter udtaget til OL 1912 i Stockholm, hvor han blev nummer 7 i skydning, nummer 13 i 300 m svømning, nummer 11 i fægtning, men han blev derefter diskvalificeret i ridekonkurrencen og var dermed ude af konkurrencen. Hans to ældre brødre deltog også i legene, hvor Georg de Laval vandt bronze, mens Patrik de Laval blev nummer 14.
Ved OL 1920 deltog Erik de Laval igen i moderne femkamp, hvor han med 23 point blev samlet nummer tre i en konkurrence, der var domineret af svenskere. Således vandt Lavals landsmænd, Gustaf Dyrssen og Gösta Runö, henholdsvis guld (18 point) og bronze (27 point). Laval vandt i skydekonkurrencen og ridekonkurrencen, blev nummer 13 i 300 m svømning, nummer tre i 3000 m løb og nummer fem i fægtning.
Ud over sine OL-deltagelser vandt Laval den nationale femkampskonkurrence (forløberen for svenske mesterskaber) i 1912, 1913 og 1920.

## Militærkarriere
Erik de Laval gjorde tjeneste ved Svea artilleriregiment, blev i 1923 kaptajn, senere major ved generalstaben, militærattaché ved den svenske ambassade i Warszawa fra 1933, hvor han blandt andet besøgte nogle af de koncentrationslejre, tyskerne oprettede i landet, inden han blev en del af den svenske legation i Washington DC i 1942. I den forbindelse besøgte han blandt andet amerikanske interneringslejre for japanske krigsfanger på Hawai'i. Efter krigen var en periode udstationeret i Damaskus som del af FN's mission under den arabisk-israelske krig.
Han skrev nogle bøger baseret på sine erfaringer, heriblandt en biografi om den polske statsmand, Józef Piłsudski.